# Holotrichapion (Holotrichapion)
Holotrichapion (Holotrichapion) – rodzaj chrząszczy z rodziny pędrusiowatych i podrodziny Apioninae. Obejmuje trzy opisane gatunki.

## Morfologia
Chrząszcze o ciele wyraźnie porośniętym włoskami (włosowatymi łuskami), zwykle białawo ubarwionymi. Włoski te zagęszczone są, zwłaszcza u samca, w łatkach pod oczami, na przednich biodrach i przedpiersiu. 
Głowę cechują: wydłużone oczy, średnio wysokie i nie wykraczające poza środek oczu kile podoczne, sięgające co najmniej połowy długości oka wyraźne punktowanie na ciemieniu, brak poprzecznego kila na guli, a czoło z dwoma nagimi i niepunktowanymi rowkami pośrodku oraz punktowanymi i owłosionymi rowkami po bokach. Ryjek jest wyraźnie zakrzywiony. Przednia jego część jest porośnięta półsterczącymi szczecinkami i ma boki prosto ku szczytowi zwężone.
Przedplecze jest szersze niż dłuższe i po bokach zaokrąglone. Mała, trójkątna tarczka ma pozbawioną punktów powierzchnię. Pokrywy są owalne, matowo czarne. Rząd drugi nie jest zewnętrznie przedłużony. Na szczycie pokrywy rząd trzeci łączy się z ósmym. Na każdej pokrywie wyrastają dwie szczecinki wyspecjalizowane, jedna w tylnej ⅓ międzyrzędu siódmego, a druga na końcu międzyrzędu dziewiątego.
Genitalia samca mają tegmen o pozbawionych podłużnych kilów płatach parameroidalnych, rozdzielonych pośrodkowym wcięciem przekraczającym poziom wierzchołkowych krawędzi poprzecznych okienek. Na każdym płacie występuje w nasadowej części zesklerotyzowanej od 4 do 8 szczecinek makroskopowych, które są jednak bardzo krótkie, nie dłuższe niż wyrastające na błoniastej części wierzchołkowej szczecinki mikroskopowe. Trapezowate, wystające prostegium ma szczyt ścięty do zaokrąglonego, niefalisty. Płat środkowy edeagusa (prącie) w widoku grzbietowym ma boki umiarkowanie się ku ostium zbiegające, a wierzchołek ścięty z ostrymi kątami bocznymi, w widoku bocznym ma natomiast wierzchołek odgięty. Endofallus ma część nasadową pozbawioną szeregów kolców mikroskopowych (spikuli) i fałdowatego wzmocnienia, część wierzchołkową zaś zaopatrzoną w trzy duże grupy ząbków.

## Rozprzestrzenienie
Podrodzaj palearktyczny, rozmieszczony od Makaronezji i Półwyspu Iberyjskiego po Daleki Wschód, w Europie Środkowej, w tym w Polsce, reprezentowany tylko przez gatunek typowy.

## Taksonomia
Takson ten wprowadzony został w 1932 roku przez Hansa Wagnera w publikacji współautorstwa Alberta Winklera w randze podrodzaju w obrębie rodzaju Apion. Jedynym zaliczonym doń wówczas gatunkiem był Apion ononis, w związku z czym stanowi on typ nomenklatoryczny omawianego taksonu. Wagner nie podał jednak w 1932 roku żadnego opisu podrodzaju, stąd nazwa Holotrichapion stanowiła wówczas nomen nudum. Opis podał jako pierwszy w 1956 roku J. Győrffy na łamach „Fauna Hungarine”, w związku z czym to jego uznaje się autorem taksonu. W 1990 roku Miguel A. Alonso-Zarazaga wyniósł Holotrichapion do rangi osobnego rodzaju oraz wprowadził jego podział na cztery podrodzaje, w tym omawiany podrodzaj nominatywny.
Do podrodzaju zalicza się trzy opisane gatunki:
- Holotrichapion ononis (W. Kirby, 1808)
- Holotrichapion saturnium (Normand, 1937)
- Holotrichapion semisericeum Wagner, 1920